# Черемушев Григорій Олександрович
Григорій Олександрович Черемушев (нар. 11 жовтня 1990) року — український актор театру та кіно.

## Життєпис
Григорій Черемушев народився 11 жовтня 1990 року. Вищу освіту здобув у Київському національному університеті культури і мистецтв 2012 року. Працював у Миколаївському академічному українському театрі драми та музичної комедії у 2012—2017 роках. У трупі Миколаївського академічного художнього драматичного театру з жовтня 2019 року.

## Ролі
Серед виконаних ролей:
- Половий, Рудий («Short/Чехов» П. Гатілова за А. Чеховим);
- Трубадур («Бременські дива» за твором бр. Грімм);
- Крістіан Мартен («Оскар» К. Маньє);
- Фудьо, Лірано «Дивна Діана»(за Лопе де Вега);
- Федір Тев'є — молочник (Г.Горін за творами Шолом-Алейхема);
- Крістіан Мартен «Оскар» (К.Манье);
- Принц «Принц і Роза» (К. Гросман за мотивами твору А. де Сент-Екзюпері);
- Андрій «Коли повертається дощ» (Н.Неждана);
- Поло «Все сплачено»

## Кіно
| Рік  |  | Українська назва           | Оригінальна назва          | Роль     |
| ---- |  | -------------------------- | -------------------------- | -------- |
| 2021 |  | Таємне кохання. Повернення | Тайная любовь. Возвращение | (епізод) |
| 2021 |  | Провінціал                 | Провинциал                 | черговий |
| 2020 |  | Встигнути все виправити    | Успеть всё исправить       | (епізод) |
| 2020 |  | Сага                       |                            | Назар    |
| 2019 |  | Та, що бачить завтра       | Смотрящая вдаль            | (епізод) |
| 2019 |  | Пес-5                      | Пёс-5                      | робітник |
| 2018 |  | Пес-4                      | Пёс-4                      | офіціант |
| 2012 |  | Порох та дріб              | Порох и дробь              | підліток |